# Liste der Naturdenkmale in Gabsheim
Die Liste der Naturdenkmale in Gabsheim nennt die im Gemeindegebiet von Gabsheim ausgewiesenen Naturdenkmale (Stand 29. Februar 2024).

## Naturdenkmale
| Nr.         | Bezeichnung                 | Lage                                           | Beschreibung | Bild                          |
| ----------- | --------------------------- | ---------------------------------------------- | ------------ | ----------------------------- |
| ND-7331-385 | Eiche                       | Am Eichbaum Lage                               | Quercus sp.  | mehr Fotos \| Fotos hochladen |
| ND-7331-386 | Eiche am Nordelsheimer Bach | nordwestlich des Ortes; Flur Im Gembsborn Lage | Quercus sp.  | Fotos hochladen               |